# Iwona Łącz
Iwona Łącz, z d. Firley (ur. 30 stycznia 1969 w Chorzowie) – polska piłkarka ręczna, grająca na bramce, reprezentantka Polski.

## Życiorys
Jest wychowanką klubu Zryw Chorzów, w latach 1985-1997 występowała w Ruchu Chorzów, następnie w Sośnicy Gliwice (1997-2007), z którą zdobyła wicemistrzostwo Polski w 1999 i 2001 oraz AZS Politechnika Koszalińska (2007-2009), z którą zdobyła puchar Polski w 2008.
W reprezentacji Polski zadebiutowała 26 września 1990 w towarzyskim spotkaniu z Rumunią, wystąpiła w mistrzostwach świata w 1997 (8 miejsce), 2005 (19 miejsce) i 2007 (11 miejsce) oraz mistrzostwach Europy w 1998 (5 miejsce) i 2006 (8 miejsce). Ostatni raz w biało-czerwonych barwach zagrała 25 marca 2008 w towarzyskim spotkaniu z Niemcami. Łącznie w reprezentacji wystąpiła 185 razy i rzuciła 13 bramek. Jest trenerką w klubie SPR Sośnica Gliwice, trenowała także bramkarki reprezentacji Polski.